# عملية قلنسوة

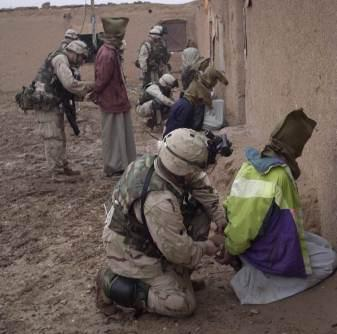
جنود من الكتيبة الجوية 173 يضعون قلنسوات على رؤوس المتمردين العراقيين المشتبه بهم في ديسمبر 2003.

عملية قلنسوة (بالتركية: Çuval Olayı) كانت حادثة وقعت في الرابع من يوليو 2003م في أعقاب غزو العراق حيث تم إلقاء القبض على مجموعة من العسكريين التركيين الذين يعملون شمالي العراق وتم اقتيادهم مع وضع قلنسوات فوق رؤوسهم، واستجوبتهم القوات المسلحة الأمريكية. ثم أطلق سراح الجنود بعد ستين ساعة بعد أن قدمت تركيا اعتراضًا لدى الولايات المتحدة.
ورغم أن أيًّا من الجانبين لم يعتذر، فقد شكلت لجنة أمريكية تركية للتحقيق في الحادثة وأصدرت بيانًا مشتركًا للاعتذار. بالإضافة إلى ذلك كتب وزير الدفاع الأمريكي دونالد رامسفيلد خطابًا إلى رئيس الوزراء التركي رجب طيب أردوغان أعرب فيه عن أسفه حيال تلك الحادثة. ولقد أضرت «حادثة القلنسوة» بـ العلاقات الدبلوماسية بين تركيا والولايات المتحدة ومثلت نقطة تدهور في العلاقات بين البلدين. ورغم أن الحادثة قد لقيت تغطية ضئيلة نسبيًا في الولايات المتحدة، فقد كانت حادثة كبرى في تركيا ورأى مواطنون كُثر أنها إهانة متعمدة وأطلقوا عليها اسم «حادثة القلنسوة».

## الخلفية التاريخية

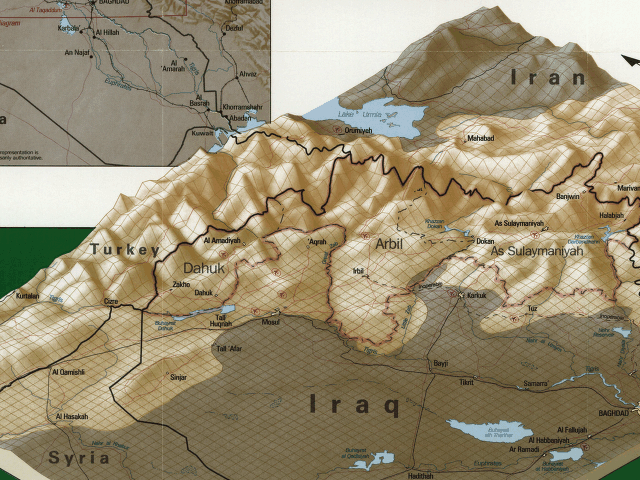
خريطة المناطق الكردية المأهولة في العراق على الحدود التركية.

لطالما رأت تركيا أن منطقة شمال العراق بتعداد سكانها الكردي الكبير تمثل تهديدًا محتملاً لأمنها القومي. ففي أثناء العقد الثامن والتاسع، حاربت تركيا حزب العمال الكردستاني، جماعة إرهابية تمارس أعمالها أساسًا في جنوب شرق تركيا. ولقد لقي ما يزيد عن 30 ألف شخص مصرعهم وتم تشريد الملايين. وفي أثناء الحرب أنشأ الحزب العديد من القواعد خارج تركيا في العراق وسوريا.
تزايدت المخاوف التركية بعد إنشاء الأراضي الكردية في أعقاب حرب الخليج الأولى عام 1991م. بعد الحرب الأهلية التي اندلعت في الأراضي الكردية عام 1996م، قامت تركيا بنشر قوات هناك لمراقبة وقف إطلاق النار بين الفصيلين الكرديين الرئيسيين. وفي عام 1998، لم تستطع تركيا استخدام التهديدات العسكرية لإجبار جارتها سوريا على طرد زعيم حزب العمال الكردستاني عبد الله أوجلان. ولكن نظرًا للموقف الأمريكي، لم تستطع تركيا أبدًا أن تتحرك بحزم تجاه الأكراد شمالي العراق.
تمكنت كردستان العراق بفضل الحماية الأمريكية من التحول بنجاح إلى منطقة حكم شبه ذاتي. ولقد ساعد الضغط الأمريكي في توجيه اتفاق السلام عام 1999م بين الفصائل الكردية العراقية الأساسية، الاتحاد الوطني الكردستاني والحزب الديمقراطي الكردستاني. وفي حين أقسم الحزبان رسميًا على الاستقلال، ظلت الحكومة التركية تشعر بقلق بالغ واستمرت في إبقاء قواتها في شمال العراق.

## حرب العراق
في عام 2003، أيقن العديد من الأتراك أن السياسة الخارجية الأمريكية في المنطقة تمثل تهديدًا. ولم تتحسن الأمور بعد انتخاب حزب العدالة والتنمية عام 2002م. ولقد أدى انتخاب حزب العدالة والتنمية إلى زيادة حدة التوتر فورًا في العلاقات مع أمريكا، لا سيما بعد قرار البرلمان بعدم إرسال أية قوات تركية إلى العراق مما أدى إلى المزيد من التدهور في العلاقات التركية الأمريكية. ولقد كان 70% من أعضاء البرلمان من حزب العدالة والتنمية.
في 24 من إبريل عام 2003، بعد مرور أسبوعين فقط من سقوط بغداد، تم إلقاء القبض على 12 مجندًا من القوات الخاصة التركية في داقوق (قرية قبلية على بعد 45 دقيقة شمال كركوك. وبحسب مجلة التايم، وهي مجلة إخبارية دولية أسبوعية، كان المجندون يرتدون ملابس مدنية ويسعون إلى اختراق العراق، متسترين خلف قافلة إنسانية، وكانوا يهدفون إلى إشاعة عدم الاستقرار في المنطقة إلى الحد الذي يسمح لتركيا بذريعة معقولة لإرسال قوات حفظ السلام الخاصة بها إلى المنطقة. ولكن اعترضتهم القوات الأمريكية التي زعمت أنها كانت على علم مسبق بتلك المجموعة.
اتهم العقيد بيل مايفيل، قائد اللواء الأمريكي الذي كان مسؤولاً عن المنطقة حيث وقع الحدث، الأتراك بوجود علاقات بينهم وبين الجبهة التركمانية العراقية وهي جماعة مسلحة تركية عرقية. ولكن لم تبذل القوات الأمريكية جهدًا في اعتقال الأتراك، بل احتجزتهم فقط لمدة يوم وقدمت لهم الطعام والأمن ووفرت لهم سبل الراحة ثم أرشدتهم في طريقهم إلى الحدود التركية العراقية. وفي الشهور التالية، استمرت تركيا في سياسة إرسال مجموعة صغيرة من الجنود إلى داخل كردستان العراق والسبب الظاهري هو البحث عن قواعد حزب العمال الكردستاني. وبحسب مجلة ذا إيكونومست، بدأت تركيًا سرًا أيضًا في تسليح الجبهة التركمانية العراقية لتكون في مواجهة الأكراد العراقيين.[محل شك] [بحاجة لمصدر]

## غارة على السليمانية
في الرابع من يوليو عام 2003م، قام جنود من الكتيبة الجوية 173 في الجيش الأمريكي بغارة على منزل آمن في مدينة السليمانية الكردية الواقعة تحت حكم العراق. وكان يبدو أن هذه الغارة تمت بناء على معلومة استخباراتية تفيد وجود أشخاص في هذا المنزل الآمن يتآمرون لاغتيال الحاكم الكردي العراقي لإقليم كركوك. ولكن كان المنزل الآمن يستضيف بدلاً من ذلك أعضاء من الجبهة التركمانية العراقية وجنودًا من القوات الخاصة التركية، من بينهم عقيد ونقيبان، ولقد تم إلقاء القبض عليهم فورًا. Turkish sources refer to eleven soldiers commanded by a major. ولقد احتجز أيضًا عدد غير معلوم من الأفراد أثناء الغارة، رغم أنه قد تم لاحقًا إطلاق سراح 13 شخصًا. وبخلاف هؤلاء، والمجندين التركيين الذين كان من المقرر إطلاق سراحهم عقب محادثات دبلوماسية مكثفة، تم أيضًا احتجاز مواطن بريطاني يدعى مايكل تود لمدة أسبوعين، ولقد كان في المدينة مصادفةً يبحث عن ابنته من أم عراقية.

## المفاوضات
هددت العسكرية التركية على الفور باللجوء إلى إجراءات انتقامية تضم إغلاق المجال الجوي التركي أمام الطائرات العسكرية الأمريكية وإيقاف استخدام قاعدة إنجرليك الجوية في الجنوب والتوقف عن إرسال المزيد من القوات إلى شمال العراق. وغادر على الفور وفد من القوات المسلحة التركية والمسؤولون الدبلوماسيون إلى السليمانية يوم السبت لمناقشة الأمر مع الأمريكيين، ولكن بحسب ما ذكره الأتراك كان معظم القادة الأمريكيين في إجازة للاحتفال بـ عيد الاستقلال. وعقب احتجاجات مباشرة من رئيس الوزراء التركي رجب طيب أردوغان إلى نائب الرئيس الأمريكي ديك تشيني، وقدم وزير الخارجية التركي عبد الله جول احتجاجًا لدى وزير الخارجية الأمريكي كولين باول، تم إطلاق سراح الجنود التركيين عقب مرور ستين ساعة في الحبس.

## النتائج

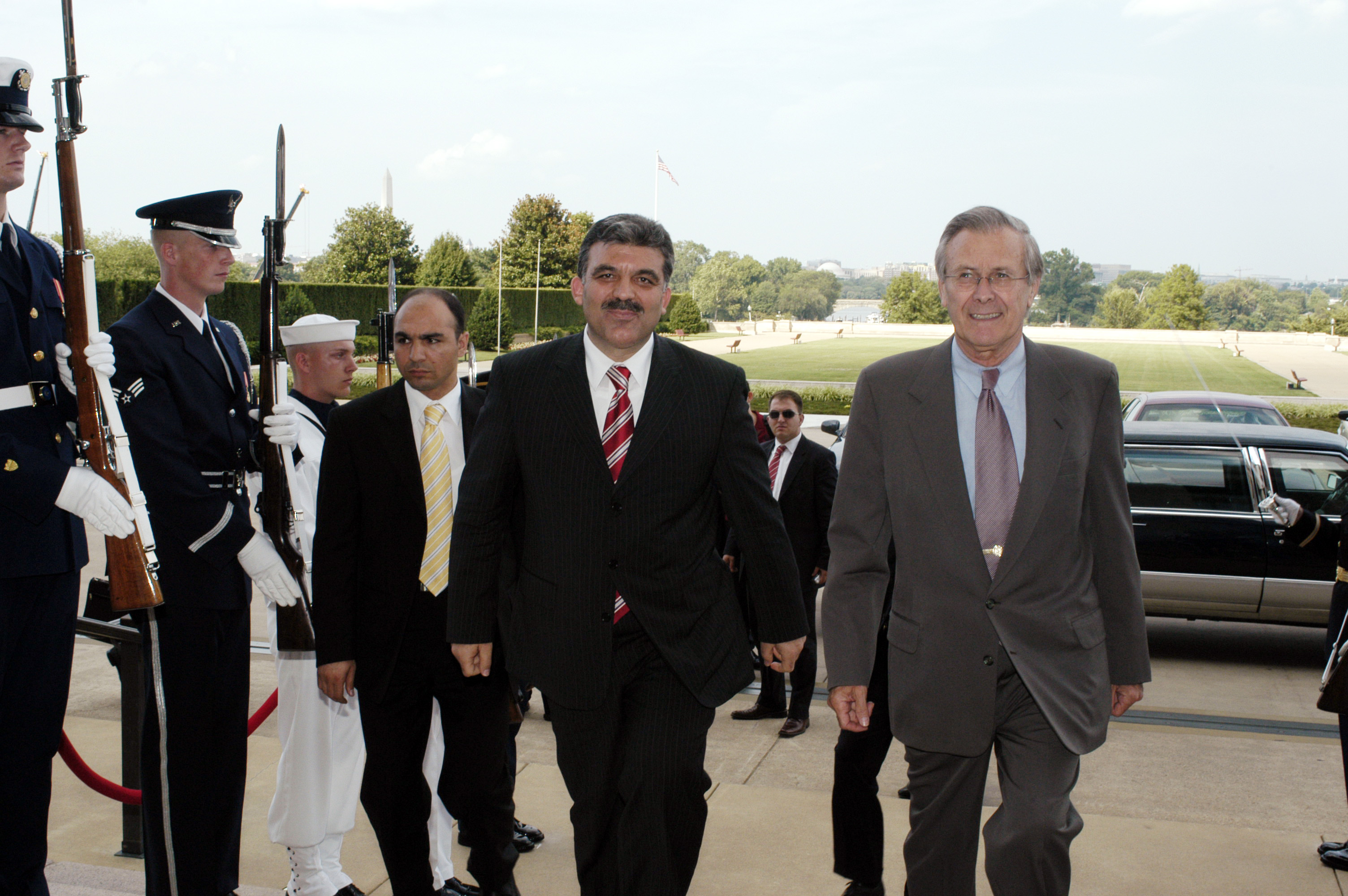
لقاء عبد الله جول ورامسفيلد في البنتاجون في 24/7/2003.

لقد كان لحادثة القلنسوة تأثيرٌ أكبر كثيرًا في تركيا عن الغرب، الذي اتفق إلى حد كبير مع رواية الإدارة الأمريكية. في حين أن القصة قد حظيت بتغطية قليلة نسبيًا خارج الشرق الأوسط، فلقد أدانت الصحف التركية تلك الغارة وأشارت للقوات الأمريكية بأسماء مستعارة مثل «رامبو» و«الأمريكيين البغضاء». وفي اليوم الأخير من الحادثة، أعلن حلمي أوذكوك، رئيس الأركان العامة التركية، أن حادثة القلنسوة قد سببت «أزمة ثقة» بين تركيا والولايات المتحدة.
لقد حظيت الحادثة بتغطية أساسية لفترة في وسائل الإعلام التركية، مثل جريدة الحرية اليومية الواسعة الانتشار، فقد كان هناك حرص على تقديم معلومات جديدة يقدمها من اشتركوا في الحادثة ويقدمون تفاصيل جديدة. ومن أحدث ما تم، ادعاء الشاهد الأساسي في تحقيقات إرغينكون، توناكي جيوني، أن الحادثة كانت ردًا أمريكيًا على اكتشاف وثائق عن شبكة إرغينكون السرية في العراق في أرشيف طارق عزيز.
لقد كانت حادثة القلنسوة مصدر إلهام لـ فيلم الحركة التركي وادي الذئاب عام 2006. ويفتتح الفيلم بتصوير لحادثة مطابقة تقريبًا عقب رواية قصة خيالية سعى فيها الأبطال الأتراك إلى الانتقام من القائد الأمريكي المسؤول عن الحادثة.

## صلة مصلحة الشهر العقاري في كركوك
لقد أضرمت القوات الكردية النيران في العديد من المنشآت الحكومية والمحلية في الموصل وكركوك يومي العاشر والحادي عشر من إبريل 2003م. وأعلنت صحيفة يومية تركية أن جنود القوات الخاصة التركية الذين كان الجيش الأمريكي وقوات البشمرجة قد احتجزتهم قاموا بتصوير سجلات مصلحة الشهر العقاري وأرسلوا السجلات الرقمية إلى تركيا قبل تدمير السجلات التاريخية. كما ذكرت الجريدة أن الجانب الأمريكي كان يبحث فعلاً عن تلك السجلات، ولكنهم لم يوفقوا في العثور عليها. ولكن أعلنت وزارة الأعمال العامة التركية أن أرشيف الوزارة يحتفظ بسجلات الشهر العقاري التاريخية من العصر العثماني ولم تحدث أية عمليات ترتبط بها.

## كتابات أخرى
- Gollust، David (8 يوليو 2003). "US, Turkey to Have Joint Investigation into Soldiers Detention". صوت أمريكا. مؤرشف من الأصل في 2008-05-15.
- Harvey، Benjamin (2 فبراير 2006). "In new Turkish film, Americans in Iraq kill for pleasure, Jewish doctor runs an organ farm". The America's Intelligence Wire. أسوشيتد برس. مؤرشف من الأصل في 2013-01-16.
- Howard، Michael (8 يوليو 2003). "US arrest of soldiers infuriates Turkey". London: The Guardian. مؤرشف من الأصل في 2019-12-10. {{استشهاد بخبر}}: الوسيط author-name-list parameters تكرر أكثر من مرة (مساعدة)
- O'Loughlin، Ed (19 يوليو 2003). "Bad blood lingers after strange days in Kurdistan". Sydney Morning Herald. مؤرشف من الأصل في 2016-08-13.
- Vlahos، Kelley Beaucar (7 أبريل 2005). "Rocky U.S.-Turkey Relations Persist Since Iraq War". فوكس نيوز. مؤرشف من الأصل في 2012-10-24.
- Zaman، Amberin (29 يوليو 2003). "Turkish Parliament Approves Amnesty for Kurdish Rebels". صوت أمريكا. مؤرشف من الأصل في 2008-06-13.
- Zaman، Amberin. "Turkish Troops in Iraq Freed by US". صوت أمريكا. مؤرشف من الأصل في 2008-06-13.
- Barkey, Henri J."Turkey and Iraq: The Perils (and Prospects) of Proximity". U.S. Institute of Peace. "نسخة مؤرشفة". مؤرشف من الأصل في 2008-07-09. اطلع عليه بتاريخ 2013-11-04."نسخة مؤرشفة". مؤرشف من الأصل في 2008-07-09. اطلع عليه بتاريخ 2013-11-04.
- Baran، Zeyno."U.S.-Turkish Relations Strained Further". Nixon Center. "نسخة مؤرشفة". مؤرشف من الأصل في 2008-11-11. اطلع عليه بتاريخ 2013-11-04."نسخة مؤرشفة". مؤرشف من الأصل في 2008-11-11. اطلع عليه بتاريخ 2013-11-04.{{استشهاد ويب}}:  صيانة الاستشهاد: BOT: original URL status unknown (link)

## وصلات خارجية
- Paratroopers of the 173d Airborne Brigade in Iraq during Operation Iraqi Freedom, 173rdAirborne.com, 26 March 2003—21 February 2004.